# Hein Scholtens
Hendrik Jan Joseph ("Hein") Scholtens (Nuenen, 10 maart 1895 – Maastricht, 1 augustus 1978) was een Nederlands bestuurder, amateur-historicus en amateur-kunsthistoricus. Hij was lid van de Roomsch-Katholieke Staatspartij (RKSP), die later overging in de KVP. Hij was burgemeester van Houten en Beverwijk.

## Levensloop
Hein Scholtens groeide op in Nuenen, Geertruidenberg en 's-Hertogenbosch. Nauwelijks klaar met school werd hij gemobiliseerd voor de Eerste Wereldoorlog. Na zijn diensttijd studeerde hij verder in Utrecht en Leiden.

### Houten
Op 21 september 1925 werd Scholtens geïnstalleerd als burgemeester van Houten. Hij bleek een bestuurder in hart en nieren te zijn. Hij werd ook voorzitter van enkele waterschappen, lid van de Provinciale Staten van Utrecht (1929 - 1931) en bestuurslid van de Vereniging van Nederlandse Gemeenten Utrecht (1929-1931).
In Houten was hij de oprichter van de gemeentelijke brandweer. Ook organiseerde hij het gemeentelijk archief en de archieven van diverse waterschappen. Gedurende zijn Houtense periode trouwde hij in Maastricht (1928).
In 1931 vertrok Scholtens vrij snel naar het ministerie van Binnenlandse Zaken in Den Haag, waar bij onder Charles Ruijs de Beerenbrouck kwam te werken.

### Beverwijk
Scholtens werd door het ministerie twee dagen na het beschikbaar komen van een vacature voorgedragen als burgemeester van Beverwijk. Zijn ideeën over gemeentelijke herindelingen sloten aan bij de aanstaande fusie tussen Beverwijk en Wijk aan Zee en Duin. Op 27 juni 1933 werd Scholtens geïnstalleerd als burgemeester. Op 1 mei 1936 werd hij burgemeester van de nieuwe gemeente Beverwijk, waarbij ook de gemeente Wijk aan Zee en Duin was toegevoegd. Scholtens kreeg in de periode 1935 – 1938 te maken met veel overlast van de Beverwijkse jeugd. Via de krant riep hij ouders op hun verantwoordelijkheid te nemen.
Bij het uitbreken van de Tweede Wereldoorlog was Scholtens één maand ziek. Toen hij terugkeerde richtte hij zich op ondersteuning van de bevolking. Op 13 juni 1942 werd Scholtens door de Duitse bezetter uit het ambt gezet en vervangen door de NSB-burgemeester J.B. van Grunsven. Scholtens verliet Beverwijk en bracht anderhalf jaar door in een gijzelingskamp in Noord-Brabant.
Op 18 mei 1945 keerde Scholtens terug als burgemeester van Beverwijk. Er werden nieuwe wijken gebouwd om de heersende woningnood op te lossen. Burgemeester Scholtens zette zich in voor een fusie met omliggende dorpen. Nadat duidelijk werd dat dit niet ging lukken, trok hij zich in 1958 teleurgesteld terug als burgemeester.

### Maastricht
Hendrik Jan Joseph Scholtens trad op 25 september 1928 te Maastricht in het huwelijk met Louise Hubertine Marie Pauline Regout (1894-1979), dochter van de Maastrichtse fabrikant Gustave Regout en opgegroeid op Kasteel Bethlehem in Limmel. Het huwelijk bleef kinderloos. Scholtens en zijn vrouw verhuisden in 1958 naar Maastricht. In 1974 kreeg hij een hartaanval en overleed na een ziekbed van 4 jaar. Zijn stoffelijk overschot werd bijgezet in een crypte in de Abdij Sint-Benedictusberg in Mamelis.

## Nalatenschap
Scholtens was naast bestuurder tevens actief als amateur-historicus en -kunsthistoricus. Hij was bekend als de 'kartuizervorser' bij uitstek. Enkele van zijn talrijke publicaties:
- 1924: 'Een boek over Karthuizers'
- 1933: 'Landbouwuitvoerwet 1929 en de krachtens of naar aanleiding van die wet getroffen regelingen'
- 1938: 'Jan van Eyck's "H. Maagd met den Kartuizer"' en 'De Exeter-Madonna te Berlijn'
- 1940: 'Het Roermondsche kartuizerconvent in de zestiende eeuw'
- 1941: 'De Kartuizers bij Geertruidenberg'
- 1947: 'Het Kartuizerklooster Dal van Gracien buiten Brugge'
- 1948: 'Oud Beverwijk: een rondwandeling. Stedeplan en stadsbeeld in vroegere eeuwen'
- 1952: 'Kunstwerken in het Utrechtse Kartuizerklooster'; 'Nogmaals: de kloosterkerk van Nieuwlicht' en Het boek van de H.H. Martelaren (1521)'
- 1958: 'Het te Napels bewaarde Kersttafereel van Jacob Cornelisz van Oostsanen' en 'De Calvarie-Groep te Antwerpen, toegeschreven aan Jacob Cornelisz van Oostsanen'
- 1960: 'Petrus Cristus en zijn portret van een kartuizer'
- 1962: 'Salomon van Ruysdael in de contreien van Hollands landengte'
- 1964: 'Hendrik van Eger uit Kalkar en zijn kring'
- 1966: 'De chartreuse bij Dijon en haar kunstenaars 1379-1411'
- 2005: 'Scholtens en Midden-Kennemerland: werken van mr. H.J.J. Scholtens (1895-1978), oud-burgemeester van Houten en Beverwijk' (heruitgave, aangevuld met een biografie)

In Beverwijk is de Burgemeester Scholtensstraat naar hem vernoemd. Zijn zwager V.J.E. Leurs was eveneens burgemeester.
- Biografisch Portaal: 71092117
- Digitale Bibliotheek voor de Nederlandse Letteren: scho116
- Nederlandse Thesaurus van Auteursnamen: 071906177
- Virtual International Authority File: 188026919
- WorldCat: E39PBJqw6CqFbg7XgXdfYd8Qv3